# Morbidezza

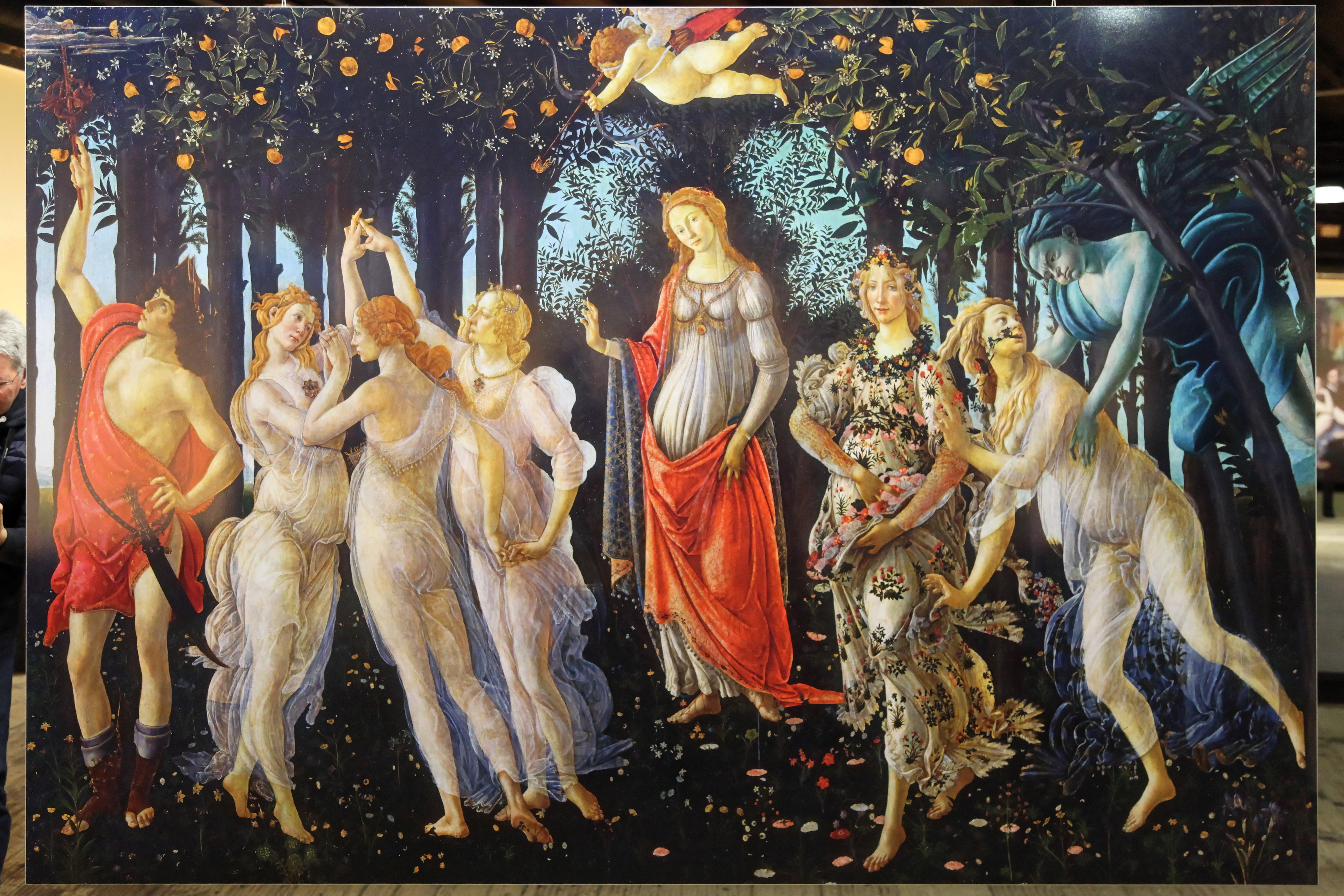
Le Printemps de Sandro Botticelli.

La morbidezza aussi nommée morbidesse dans sa version francisée est un concept artistique apparu à la Renaissance et désignant une forme de beauté sublime mais renfermant en son sein une forme de légère affectation. Ce terme aurait été créé par le philosophe florentin Marsile Ficin lors du dévoilement du Printemps de Sandro Botticelli.
Une autre définition existe et désigne dans le cadre de la peinture la délicatesse et la mollesse (terme non péjoratif) des chairs du personnage.